# Ieperlee
De Ieperlee is een deels gekanaliseerde waterloop in de Belgische provincie West-Vlaanderen. De Ieperlee loopt van het West-Vlaams Heuvelland via de stad Ieper naar de rivier de IJzer, ter hoogte van de Knokkebrug op de grens van Diksmuide, Houthulst en Lo-Reninge. Tussen Ieper en de IJzer is de Ieperlee gekanaliseerd en wordt daar ook wel Kanaal Ieper-IJzer genoemd. Dit kanaaltje is 17 km lang. Langs de linkerkanaaloever loopt enigszins parallel nog de Oude Ieperlee, die ter hoogte van Drie Grachten in het kanaal loost.

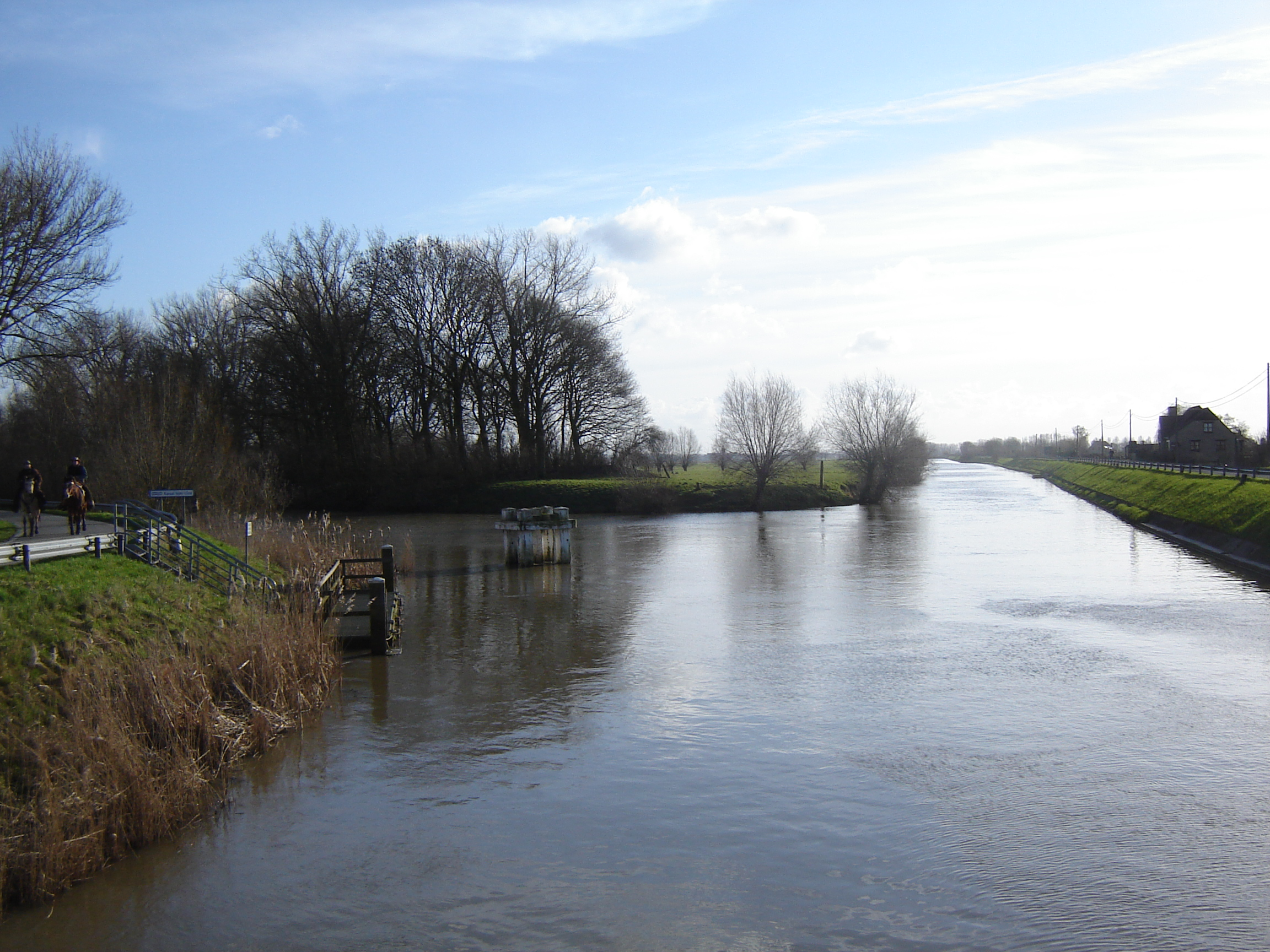
IJzer met de monding van de Ieperlee (links)

## Geschiedenis
Oorspronkelijk droeg het riviertje de naam Ipre of Iepere, dat zou betekenen rivier met iepen. De bron lag op de flanken van de Kemmelberg. Twee zijriviertjes, bij Ieper, zijn de Bollaerbeek en de Zillebeek. De stad Ieper dankt haar naam aan de rivier. Tot rond de 10de eeuw stroomde de rivier ten oosten van Diksmuide, via Oostende naar Brugge en zo rechtstreeks naar zee. Het krekengebied rond Oostende en het Zwin bij Brugge waren twee zeemondingen. Vanaf de 11de eeuw ontstond, door kanalisering, de Ieperleet  (leet betekent "aangelegd, aangepast", de eind-t viel later weg), op haar middenloop werd de rivier met de IJzer verbonden zodat er niet langer een directe verbinding naar zee was. Het kanaal werd van groot belang voor de middeleeuwse lakennijverheid van de stad Ieper. Omdat er hoogteverschil moest overwonnen worden, werden windassen aangelegd. Met deze windassen sleepte men boten langs een met vet ingesmeerd hellend vlak op en af: een overtoom. Van 1636-1641 werd de Ieperlee verbreed en werd de overtoom vervangen door een sluis: het Sas van Boezinge. In de stad Ieper werd eind 17de eeuw de waterloop overwelfd. In 1842 versaste men in Boezinge nog steeds 2.034 boten. In de Eerste Wereldoorlog lag de Ieperlee in de frontzone tussen het IJzerfront en de Ieperboog. Het sas werd toen verwoest en later vervangen door twee sluizen. Later was dit kanaal te klein geworden om nog economisch belang te hebben, en nu wordt het enkel door plezierboten en vissers gebruikt. Het kanaal Plassendale-Nieuwpoort loopt voor een deel in de historische bedding van de Ieperlee, net als een deel van het kanaal Brugge-Oostende.

## Dorpen en gemeenten langs de Ieperlee
De volgende lijst geeft de gehuchten, dorpen en gemeenten die zich langs of nabij de Ieperlee bevinden:
Ieper, Boezinge, Steenstrate, Bikschote, Merkem, Drie Grachten, Noordschote, Knokkebrug